# Mariage par procuration

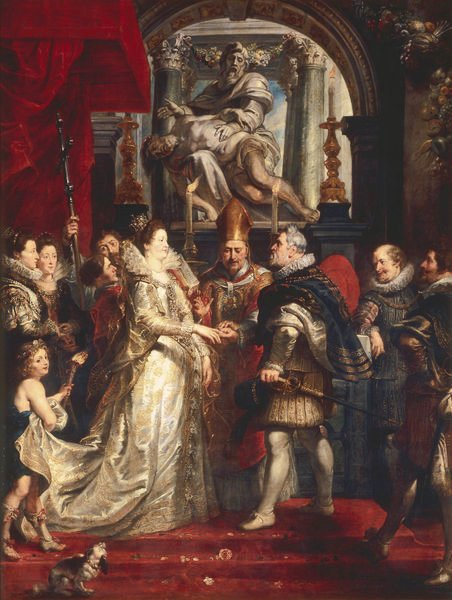
Le Mariage par procuration de Marie de Médicis et d'Henri IV : l'oncle de la fiancée, en lui remettant l'anneau, épouse symboliquement la reine au nom d'Henri IV, devant le cardinal Aldobrandini, légat du pape Clément VIII. À droite les négociateurs (le marquis de Sillery, Ferdinand de Toscane) et à gauche, la tante et la sœur de la reine.

Un mariage par procuration est une cérémonie nuptiale au cours de laquelle au moins un des futurs époux est représenté par quelqu'un muni d'une procuration, généralement parce qu'il ne peut y être pour des raisons d'éloignement (service militaire, emprisonnement) ou de juridiction. Lorsque les deux ne peuvent être présents, a lieu un mariage par double procuration.

## Histoire
Certains récits de la Bible évoquent le mariage par procuration : Livre de la Genèse, chap. 24 ; Livre de Ruth, 3, 9.
Le mariage par procuration est une pratique courante de la noblesse et monarchie européenne au Moyen Âge et à l'époque moderne, l'Église accordant des dispenses canoniques à cet effet. C'est une façon de s'engager rapidement, en principe, à une union conjugale et politique et de mettre au point certains points juridiques ou politiques plus tard (notamment lorsqu'un des fiancés est mineur ou que le protocole n'autorise pas un roi à aller chercher sa promise), une sorte de répétition générale en quelque sorte. À cette époque, les projets matrimoniaux ne se concrétisent qu'après de longs calculs politiques et d'âpres négociations, les promis n'étant parfois pas nés au moment du contrat. Ces projets peuvent donc varier au rythme des aléas politiques, beaucoup d'entre eux n'aboutissent pas et certains mariages par procuration, tel celui de Maximilien Ier et d'Anne de Bretagne, peuvent être annulés afin de nouer d'autres alliances. 
Le rituel du mariage et son caractère solennel est parfois substitué durant l'Ancien Régime par une mise en scène qui simule une consommation du mariage par procuration : la future mariée dénude la jambe dans la couche nuptiale, un représentant du marié, tenant la procuration en main, y introduit sa jambe nue. Une épée de chasteté est posée entre eux. Ces épousailles par procuration sont relatées notamment entre Anne de Bretagne et Wolfgang von Polheim (de), ami d'enfance et négociateur de Maximilien Ier. Le mythe du droit de cuissage est peut-être emprunté à ce rite du mariage par procuration.
Pendant la Première Guerre mondiale, la France adopte une loi dans l’urgence (et dont la durée est limitée à la guerre), entrée en vigueur le 4 avril 1915, qui permet le mariage par procuration des militaires mobilisés mais les parlementaires la destinent aussi aux concubins vivant en union libre. Cette procédure est renouvelée pour la Seconde Guerre mondiale.
Le mariage par procuration est actuellement souvent interdit, sauf circonstances exceptionnelles, car le consentement mutuel des époux en leur présence est en principe exigé afin de prévenir les mariages forcés ou fictifs. L'ONU, dans sa « Recommandation sur le consentement au mariage, l'âge minimum du mariage et l'enregistrement des mariages » recommande de n’autoriser ce type de mariage, dans des circonstances exceptionnelles, « que si les autorités compétentes ont la preuve que chaque partie intéressée a, devant une autorité compétente et dans les formes que peut prescrire la loi, donné librement son plein consentement en présence de témoins et ne l'a pas retiré ». Le Code de droit canonique de l'Église latine autorise également ce type de mariage.

## Cas célèbres
Anne d'Autriche et Louis XIII ; Marie-Louise d'Autriche et Napoléon Ier ; Marie-Antoinette d'Autriche et Louis XVI ; Marguerite Tudor et Jacques IV d'Écosse ; Catherine d'Aragon et Arthur Tudor ; Léopold Ier de Lorraine et Élisabeth-Charlotte d'Orléans ; Maximilien Ier du Saint-Empire et Marie de Bourgogne puis Anne de Bretagne.